# Долорес Клейборн (роман)
«Доло́рес Клейборн» (англ. Dolores Claiborne) — роман у жанрі психологічного трилера американського письменника Стівена Кінґа, написаний 1992 року. Центральна лінія у творі — історія жінки, яка під час сонячного затемнення вбиває свого чоловіка за тривале домашнє насильство та інцест щодо їхньої доньки. Автор присвятив книгу своїй матері Неллі Рут Піллзбері-Кінґ.
Твір побудований як оповідь головної героїні, Долорес Клейборн (у шлюбі Сент-Джордж). Вся книга — її свідчення в поліцейській дільниці з приводу смерті її роботодавиці, Віри Донован. Долорес заперечує свою провину в її смерті, але починає із зізнання в тому, що багато років тому вбила свого чоловіка, Джо Сент-Джорджа.

## Сюжет
Долорес Клейборн — 65-річна вдова, що проживає на острові Літтл-Толл. Її підозрюють у вбивстві Віри Донован, роботодавиці Долорес, яку Долорес доглядала. В стенограмі розкривається життя підозрюваної та її справжні стосунки з Вірою.
Віра та її чоловік-мільйонер купили будинок на острові Літл-Толл у 1949 році, а Долорес найняли покоївкою. Віра була дуже вимогливою, проте Долорес успішно виконувала всі її умови. В 1960 році чоловік Віри загинув в автокатастрофі. Вже не покидаючи острів, Віра в 1980-х роках пережила кілька інсультів, після чого Долорес стала її доглядальницею. Поступово Віра втрачала здоровий глузд, почала марити.
Далі Долорес розповідає, що коли вона почала працювати в домі Донованів, її шлюб із Джо Сент-Джорджем уже був розладнаний. Чоловік зловживав алкоголем і був жорстоким. Їхні діти, Селена, Джо-молодший і Піт, не знали, що Джо б'є Долорес. Проблеми у шлюбі загострилися однієї ночі 1960 року, коли Джо жорстоко вдарив Долорес у спину, а вона у відповідь розбила об його голову керамічну каструлю та пообіцяла, що вб'є його наступного разу. Свідком цього стала їхня дочка-підлітка Селена. Джо обставив події так, щоб покласти вину на Долорес і завоювати прихильність Селени.
У 1962 році Долорес помітила, що Селена стає все більш замкнутою, наляканою, нетовариською та нехтує своєю зовнішністю. Після припущень, що вона стала наркоманкою, Долорес пояснила дочці, що Джо перший напав на неї два роки тому. Селена зізналася, що батько приставав до неї, після чого спробувала стрибнути в воду, але Долорес перешкодила їй та пообіцяла захистити. Вона задумала вбивство Джо, але спершу застерегла чоловіка, що здасть його поліції, якщо він колись знову торкнеться Селени. Потім Долорес покинула Джо разом з дітьми, але виявилося, що чоловік забрав усі родинні гроші. У розпачі вона розповіла про своє становище Вірі, яка натякнула, що вбила свого чоловіка, влаштувавши автокатастрофу.
Долорес стала планувати вбивство Джо, але не знайшла вдалої нагоди. Підхожою датою їй здався день сонячного затемнення. В той час Селена була б у літньому таборі, а Джо-молодший та Піт вирушили б у подорож. У день затемнення Долорес зустрілася з Джо та напоїла його скотчем. Коли почалося затемнення, Долорес побачила молоду дівчину, над якою вчиняв насильство батько. Долорес вирішила завершити свою помсту Джо та зумисне розізлила його, сказавши, нібито зуміла повернути свої гроші. Далі вона стала тікати від чоловіка, щоб заманити його в пастку — старий колодязь, закритий дошками. Джо провалився в колодязь і марно кликав на допомогу, поки не знепритомнів через травми від падіння. Потім Долорес наснився кошмар і вона повернулася перевірити колодязь. Виявилося, що Джо отямився та майже вибрався на поверхню. Він схопив Долорес і спробував затягнути до колодязя, проте жінка кинула в нього камінь, цього разу вбивши.
Долорес повідомила про зникнення Джо, і його тіло знайшли через кілька днів. Попри підозри місцевого коронера, смерть Джо визнали нещасним випадком. Однак Селена здогадалася, що Долорес убила Джо.
Одного разу Віра, якій ввижалися «пилові кролики», вибралася з інвалідного візка та впала зі сходів. Тієї миті Долорес побачила привид Джо, вкритого пилом. Помираючи, Віра благала Долорес добити її, Долорес пішла за качалкою, але коли повернулася, Віра вже померла. Листоноша побачив Долорес із качалкою в руці біля мертвої Віри та викликав поліцію. Через здогадки, що вона вбила Джо, жителі острова вирішили, що і цього разу Долорес уникне покарання, тому спробували влаштувати самосуд.
Наступного дня Долорес дізналася від адвоката Віри, що їй перейшов спадок у 30 мільйонів доларів. Долорес спочатку відмовилася від грошей на користь дітей Віри, але потім дізналася, що вони загинули в автокатастрофі ще в 1961 році. Розуміючи, що спадок тільки посилить підозри в убивстві, Долорес вирішила зізнатися в убивстві Джо.
Епілогом роману слугують кілька газетних статей, з яких стає відомо, що з Долорес знято звинувачення у вбивстві Віри, а спадок вона пожертвувала на благодійність. Остання стаття припускає, що Долорес і Селена помирилися.

## Персонажі
- Долорес Клейборн — головна героїня, жінка неповних 66 років, тривалий час працює на начальницю з великими статками Віру Донован. У шлюбі носила прізвище Сент-Джордж, але після загибелі чоловіка користується прізвищем, з яким народилась. За вдачею — людина пряма та різка, але з величезною силою волі й здатна до сильних почуттів. На вбивство її підштовхнула необхідність захистити своїх дітей. Вона була готовою навіть вбити з милосердя, але їй, на щастя, цього робити не довелося.

- Віра Донован — роботодавиця та, певною мірою, єдина близька людина Долорес протягом багатьох років. Скоріш за все, також вбила свого чоловіка. За вдачею ще жорстокіша, ніж Долорес, яка неодноразово називає її стервом, однак, відчуває до неї й повагу та теплі почуття. Мимоволі підказала Долорес спосіб вбивства та свідомо закріпила в намірі. Через інсульт втратила рухливість у правій половині тіла.

- Джо Сент-Джордж — чоловік Долорес. Обмежена, малоосвічена та егоїстична людина, доиашній тиран. Сексуально домагався своєї доньки, що спонукало дружину вбити його.

- Селена Сент-Джордж — донька Долорес та Джо.

- Джо-молодший Сент-Джордж — син Долорес та Джо.

## Цікаві факти
- Книга має деякі паралелі з іншим романом Кінґа, «Гра Джералда». В обох романах піднята тема інцесту, положення жінки в суспільстві, насилля в родині. Долорес двічі думає про Джессі Бірлінґейм, головну героїню «Гри Джералда», проте ніколи не зустрічалася з нею й не знала про її існування.

- Дія відбувається на вигаданому острові Літтл-Толл, на якому також відбуваються дії й інших творів письменника, наприклад, «Шторм сторіччя».